# U zero u, el límit de l'impossible
U zero u, el límit de l'impossible (rus: Один вдох, transcrit com a Odin vdokh) és una pel·lícula dramàtica esportiva russa del 2020 dirigida per Ielena Khazanova sobre la infeliç heroïna, la nova afició de la qual, plena d'adrenalina i perills, l'ajuda a donar una nova mirada a la vida i a trobar-se en aquest món. La pel·lícula és protagonitzada per Viktória Issàkova, que per preparar-se pel paper va dedicar un any a l'apnea. S'ha doblat i subtitulat al català.
La pel·lícula es basa en la biografia de la campiona mundial d'apnea Natàlia Moltxànova, que va fundar la primera escola nacional d'apnea reconeguda internacionalment.
Es va estrenar als cinemes de Rússia el 5 de març de 2020 amb la distribució de ProfiCinema.